# Ceraticelus creolus
Ceraticelus creolus là một loài nhện trong họ Linyphiidae.
Loài này thuộc chi Ceraticelus. Ceraticelus creolus được Ralph Vary Chamberlin miêu tả năm 1925.